# Protonema

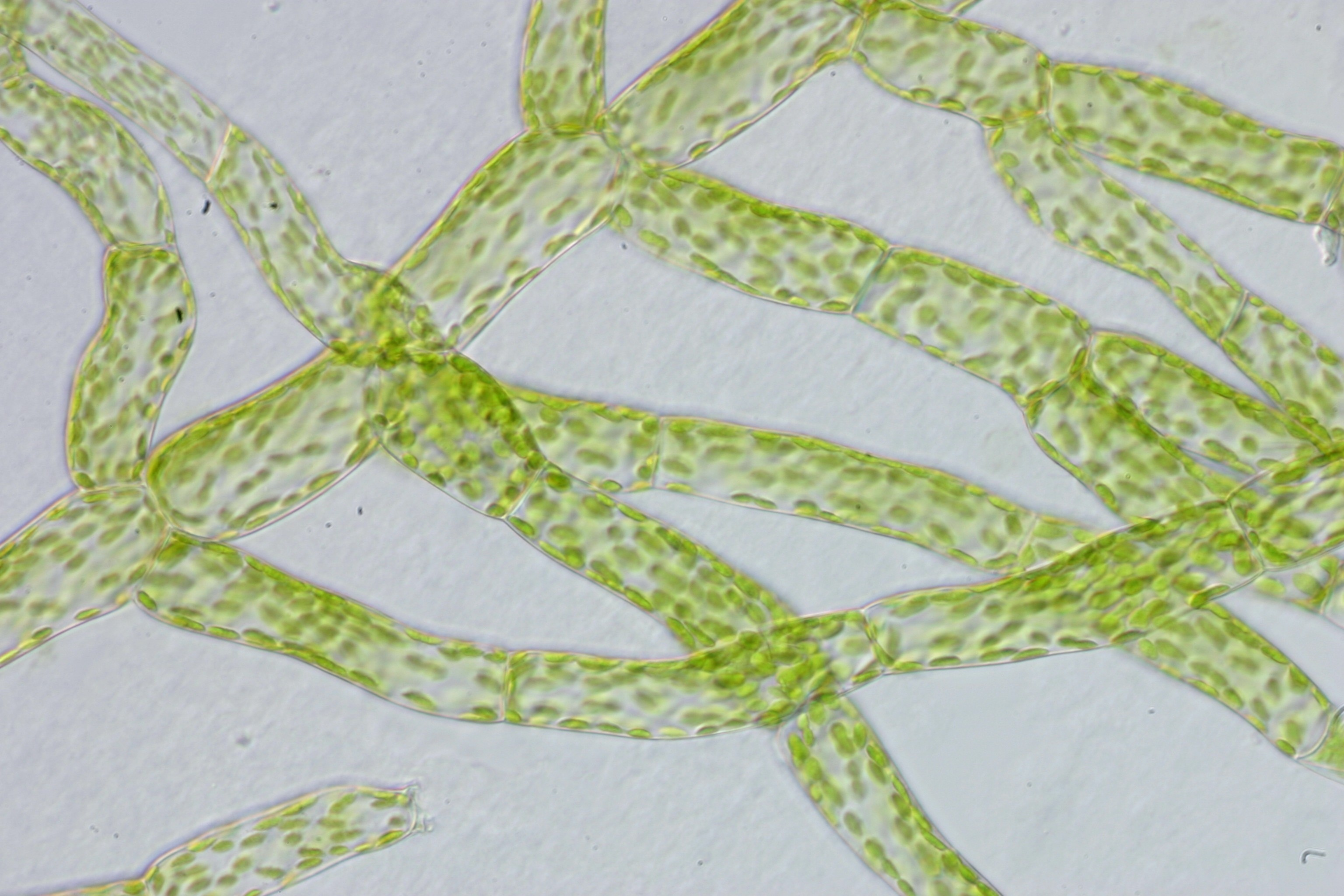
Cellule protonemali di Physcomitrella patens

Il protonema è lo stadio giovanile dello sviluppo del ciclo vitale delle briofite, deriva dalla germinazione di una spora. Si tratta delle fasi iniziali di uno stadio pluricellulare aploide e fotosintetico (gametofito).
Il termine deriva dall'unione tra il prefisso proto e la parola greca νῆμα (filamento).
Un muschio o una epatica inizia la sua crescita da una spora, questa cresce sotto forma di una protonema - spesso strisciante - che poi si sviluppa in gametofito foglioso o talloso a seconda della specie.
Nella stragrande maggioranza dei muschi il protonema è filamentoso costituito da una singola fila ramificata di cellule. Alcune di queste cellule sono in grado di produrre delle gemme che si sviluppano nel muschio adulto. Ci sono alcune eccezioni a questa regola, specie (come ad esempio quelle di Sphagnum, Andreaea) in cui l'intero protonema o parte di esso è a forma di nastro o cilindrica.
Le briofite sono piante con evidente alternanza di generazione: il gametofito pluricellulare è ben differenziato e su di esso si sviluppano anteridi ed archegoni che contengono rispettivamente i gameti maschili e femminili. Dalla fecondazione nasce uno sporofito che si è impiantato nel gametofito dal quale trae il nutrimento. La generazione aploide del gametofito è dominante come importanza vegetativa su quella diploide.